# Càlais

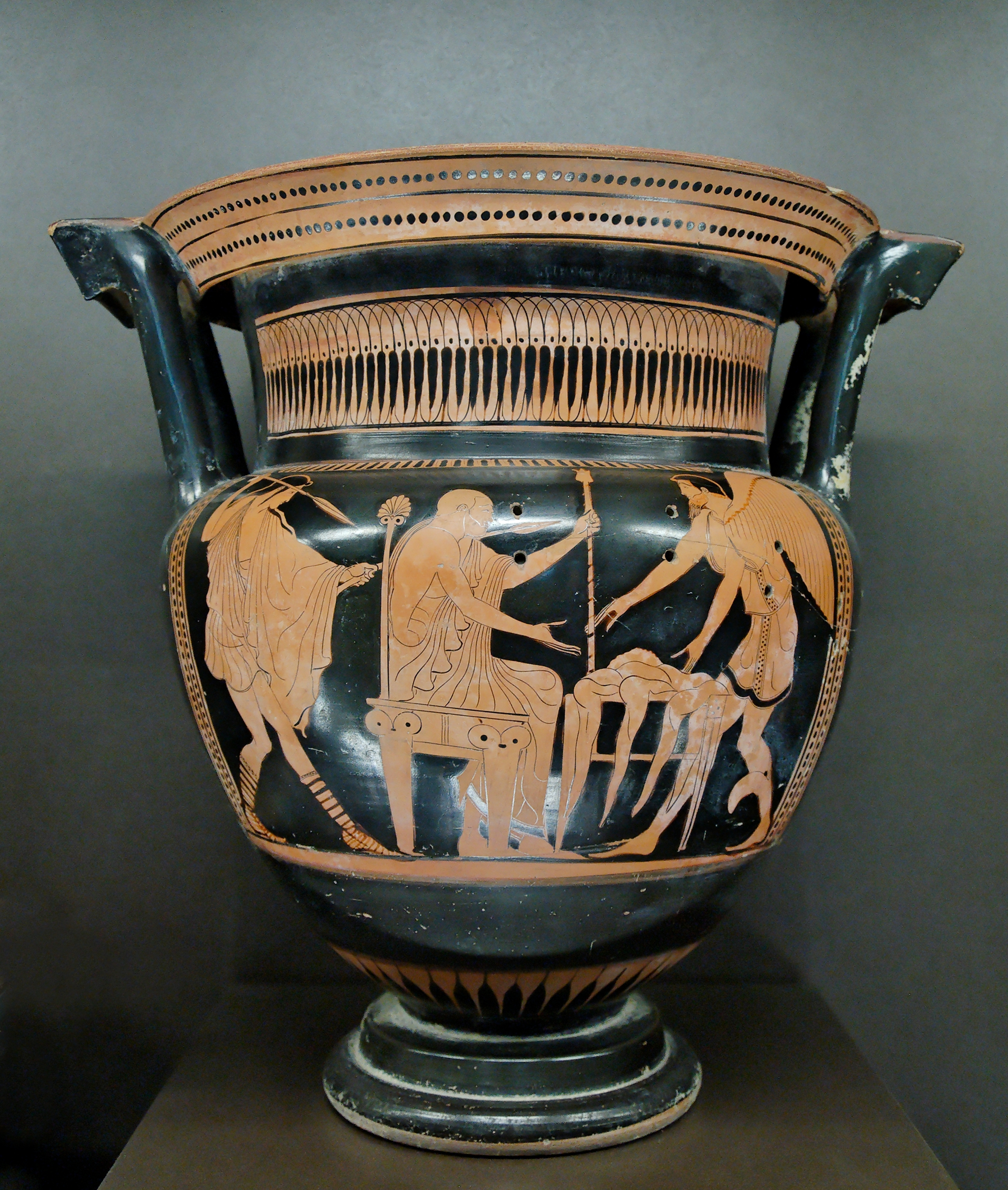
Els Borèades lliuren Fineu de les Harpies. Louvre G364

Càlais (en grec antic Κάλαϊς "el que bufa suaument"), va ser, segons la mitologia grega, un dels Borèades, fill de Bòreas, el déu del vent del nord, i d'Oritia, filla d'Erecteu.
Ell i el seu germà bessó Zetes eren éssers alats. Segons Higí, tenien ales al cap i als peus, i segons Apol·lodor, les ales les tenien als costats de l'esquena, com els ocells. És un geni dels vents, com el seu pare. Nascut a Tràcia, ell i el seu germà Zetes eren coneguts per la seva rapidesa.
Càlais i Zetes van participar en l'expedició dels argonautes, i van jugar un important paper en l'escala que van fer a Tràcia, al país del rei Fineu, quan el van alliberar de les Harpies que el perseguien i li impedien de menjar. Hi ha diverses tradicions sobre com ho van fer: segons uns van alliberar Fineu atrapant les Harpies i obligant-les a jurar que a partir d'aquell moment el deixarien en pau. Una altra versió diu que les van perseguir fins que en van matar dues de les tres.
Una llegenda diferent de l'anterior diu que Fineu s'havia casat amb la germana de Zetes i Càlais, Cleòpatra, amb la que tingué dos fills, Plexip i Pandíon. Més endavant, però, Fineu la repudià per casar-se amb Idea, la filla de Dàrdan. Però Idea, gelosa dels seus fillastres, els acusà d'haver-la volgut forçar. Fineu, creient la seva paraula, els va treure els ulls. Quan els argonautes van ser a la cort de Fineu, els fills de Bòreas i germans de Cleòpatra van venjar-se d'ell cegant-lo. Mentrestant Asclepi va tornar la vista als nois, i per això Zeus el va castigar fulminant-lo amb el llamp.
Van participar, ell i el seu germà, en els Jocs Fúnebres que Jàson va organitzar a la Propòntida per la mort accidental del rei Cízic. Zetes va guanyar en la carrera llarga, i Càlais en el doble estadi.